# Gerardo Allucingoli
Gerardo Allucingoli (né à Lucques en Toscane et mort dans la deuxième moitié de l'année 1208, probablement en Sicile) est un cardinal italien du XIIe siècle. Il est le neveu du pape Lucius III.

## Biographie
Gerardo Allucingoli est chanoine à Lucques.
Le pape Lucius III le crée cardinal lors d'un consistoire de mi-1182. Il est camerlingue de la Sainte Église en 1182-1184 et vicaire général de Rome en 1184-1188. Il est notamment recteur de l'enclave de Bénévent, auditeur à la curie romaine, légat en France près du comte de Nevers et abbé de Vézelay.
En 1195, il est nommé évêque de Lucques, mais le pape Célestin III ne ratifie pas la nomination, parce qu'il souhaite que Gerardo Allucingoli reste à son service.
Gerardo Allucingoli est légat en Italie à diverses occasions et est cardinal protodiacre en 1205. Innocent III le nomme vicaire spirituel et séculaire du royaume de Sicile en 1204.
Le cardinal Allucingoli participe à l'élection d'Urbain III en 1185, de Grégoire VIII et de Clément III  en 1187, de Célestin III en 1191 et d'Innocent III en 1198.

## Sources
- Fiche du cardinal sur le site fiu.edu